# Новое Зубрилово
Но́вое Зубри́лово — деревня Малосергиевского сельсовета Тамалинского района Пензенской области . На 1 января 2004 года — 35 хозяйств, 59 жителей.

## География
Село расположено на юге Тамалинского района, в 1 км к северо-востоку от села Зубрилово, недалеко от границы с Саратовской областью. Расстояние до районного центра пгт. Тамала — 21 км. В 9 км от села располагается железнодорожная станция Вертуновская Юго-Восточной железной дороги.

## История
По исследованиям историка — краеведа Полубоярова М. С., деревня образована как выселок жителей из села Зубрилово в 1926—1939 годах. В 50-е годы XX века в деревне раполагалась бригада колхоза им. Сталинской Конституции. До 2010 года Новое Зубрилово относилось к Зубриловскому сельсовету. Согласно Закону Пензенской области № 1992-ЗПО от 22 декабря 2010 года передано в Малосергиевский сельский совет.

## Численность населения
| год                | 1939 | 1959 | 1979 | 1989 | 1996 | 2004 |
| ------------------ | ---- | ---- | ---- | ---- | ---- | ---- |
| количество жителей | 188  | 182  | 116  | 88   | 82   | 59   |

## Улицы
- Новозубриловская.